# Пільтенський повіт
Пільтенський повіт (лат. Districtus Regii Piltensis; нім. Kreis Pilten, пол. Powiat Piltyński, латис. Piltenes apgabals) — у 1585-1795 роках самоврядний регіон в Курляндії довкола міст Пільтен (нині Пілтене, Латвія) і Газенпот (нині Айзпуте). Адміністративний центр — Газенпот. Колишня територія Курляндського єпископства. Входив до складу Пруссії, Речі Посполитої, Курляндії-Семигалії. Керувався старостою, колегією крайових радників та пільтенським ландтагом. 1795 року анексований Росією разом із герцогством Курляндії і Семигалії. Увійшов до складу Курляндського намісництва (1795) і губернії (1796), втратив автономний статус. Ліквідований як повіт 1819 року.

## Назва
- Пі́льтенський пові́т (лат. Districtus Piltensis / Piltinensis[1]; дан. distrikt Pilten, нім. Kreis Pilten, пол. Piltyński powiat[1], рос. Пильтенский уезд) — польська, німецька, латинська і староукраїнська назва.
- Пі́льтенський о́круг (рос. Пильтенский округ) — російська назва XVIII ст.; від дослівного перекладу Kreis — «округ», «округа».
- Пі́льтенська о́бласть (латис. Piltenes apgabals) — латиська назва.
- Пільтенська земля (пол. Piltyńska ziemia) — інша польська назва[1].

## Історія

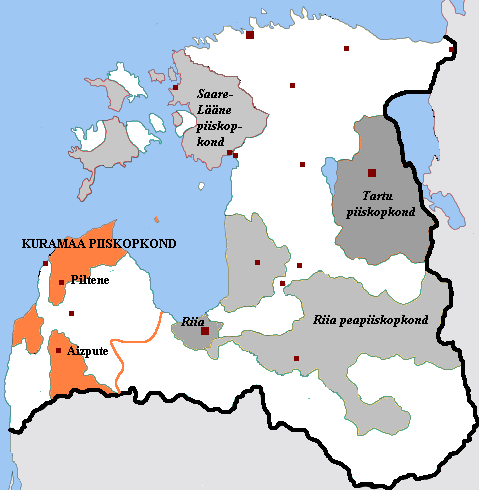
Пільтенський повіт

Пільтенський повіт утворився на землях колишнього католицького Курляндського єпископства.
У 1583 році, після смерті Магнуса, протестанти Пілтене вважали, що протестантська Данія краще захистить їх від небезпеки Контрреформації. Данія посилає війська і почається війна за спадщину Пілтене. Отримавши військову допомогу Данії, Пільтене відхилив вимогу Юрія Радзивілла про визнання польсько-литовського паравління. 29 липня 1583 року пільтенці та данці програли битві під Ембутом польським військам.
10 червня 1585 року, згідно з Кронеборгським миром, який підсумував коротку війну за Пільтенську спадщину (у 1583-1585 роках), Річ Посполита отримала ці землі від Данії. Після війни за спадщину Пилтене політичний центр регіону перемістився в Айзпуте, а резиденція єпископа залишилася у Пілтене. Таким чином Пілтенський повіт був поділений на три частини. Пільтенський волоський округ був переданий герцогу Пруссії, польсько-литовському васалу; Дундагська волость стала володіння Польської Корони до 1795 року; Ембутська волость та Айзпутський волостний округ — володіння польської корони, були віддані у заставу Вільгельму Кетлеру, герцогу Курляндії.
Курляндські герцоги планували приєднати Пільтенський повіт, але 1617 року він був перетворений на автономну область, названу за резиденцією колишніх курляндських єпископів у Пільтені. Вона керувалася особливими законами — Пільтенськими статутами.
Під час Другої Північної війни, у 1655 році, Пільтенський повіт був окупований шведськими військами. 1656 року герцог Яків Кеттлер уклав унію із Пільтенським повітом, але 1717 року останній знову унезалежнився від герцогства.
1795 року Пільтенський повіт було анексовано Росію разом із Курляндією і Семигалією.
1819 року Пілтенський повіт розділили на Віндавський і Газенпотський повіти.

## Старости

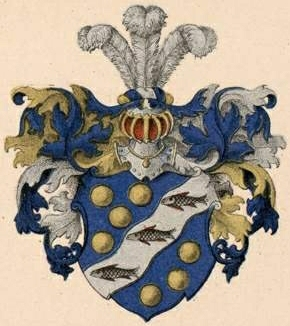
Герб Майделів

- 1585—1603: Йоганн фон Бер (1543—1613), радник єпископа Магнуса.
- 1603—1611: Крістоф фон Раппе (1566—1619), прусський канцлер.
- 1611—1616: Вільгельм Кеттлер, курляндський герцог.
- 1621—1639: Герман фон Майдель
- 1639—1670: Отто-Ернст фон Майдель (1608—1670), з 1656 року підпорядковувався курляндському герцогу Якову Кеттлеру.
- 1670—1687: Анна-Сібілла фон Майдель (1620—1687)
- 1687—1697: Фрідріх-Йоганн фон Майдель (? — 1697)
- 1697—1698: Дітріх фон Майделль (?—1711)
- 1698—1705: Георг-Йоганн фон Кейзерлінг (1629-1705)
- 1705—1715: Ульріх фон Бер (1667—1722)
- 1715—1717: Ернст-Евальд фон Гейкінг (1677—1724)
- 1746—1794: Карл фон Закен (1726—1794)
- 1795: Отто-Ульріх-Евальд фон Закен